# Danny Calegari
Danny Matthew Cornelius Calegari (Melbourne, 24 de maio de 1972) é um matemático australiano-estadunidense, professor da Universidade de Chicago. Seus interesses de pesquisa incluem geometria, sistemas dinâmicos, topologia de baixa dimensão e teoria geométrica de grupos. Calegari foi um dos recipientes do Clay Research Award de 2009.

## Educação e início de carreira
In 1994 Calegari obteve um B.A. em matemática na Universidade de Melbourne. Obteve um Ph.D. em 2000 na Universidade da Califórnia em Berkeley, sob a orientação conjunta de Andrew Casson e William Thurston. Sua tese tratou de foliações de variedades tridimensionais.
De 2000 a 2002 foi Benjamin Peirce Assistant Professor na Universidade Harvard, indo depois para o Instituto de Tecnologia da Califórnia, onde foi Merkin Professor em 2007. Foi University Professor of Pure Mathematics da Universidade de Cambridge em 2011–2012, e foi Professor of Mathematics da Universidade de Chicago desde 2012. Em 2012 foi eleito fellow da American Mathematical Society.

## Publicações selecionadas
- Foliations and the geometry of 3-manifolds. Col: Oxford Mathematical Monographs. Oxford: Oxford University Press. 2007. pp. xiv+363 pp. ISBN 978-0-19-857008-0. MR 2327361
- scl (stable commutator length). Col: MSJ Memoirs. 20. Tokyo: Mathematical Society of Japan. 2009. pp. xii+209 pp. ISBN 978-4-931469-53-2. MR 2527432
- «{\displaystyle \mathbb {R} }-covered foliations of hyperbolic 3-manifolds». Geometry & Topology. 3: 137–153. 1999. MR 1695533. arXiv:math/9808064. doi:10.2140/gt.1999.3.137
- Calegari, Danny; Dunfield, Nathan (2003). «Laminations and groups of homeomorphisms of the circle». Inventiones Mathematicae. 152 (1): 149–204. Bibcode:2003InMat.152..149D. MR 1965363. arXiv:math/0203192. doi:10.1007/s00222-002-0271-6
- «Promoting essential laminations». Inventiones Mathematicae. 166 (3): 583–643. 2006. Bibcode:2006InMat.166..583C. MR 2257392. arXiv:math/0210148. doi:10.1007/s00222-006-0004-3
- Calegari, Danny; Gabai, David (2006). «Shrinkwrapping and the taming of hyperbolic 3-manifolds». Journal of the American Mathematical Society. 19 (2): 385–446. MR 2188131. arXiv:math/0407161
- "Universal circles for quasigeodesic flows". Geometry & Topology 10 (2006), 2271-2298.
- «What is stable commutator length?» (PDF). Notices of the American Mathematical Society. 55 (9): 1100–1101. 2008. MR 2451345

## References
1. ↑  «Research Awards | Clay Mathematics Institute». www.claymath.org. Consultado em 18 de novembro de 2018
2. ↑  Danny Calegari (em inglês) no Mathematics Genealogy Project.
3. ↑  Calegari's curriculum vitae.
4. ↑  List of Fellows of the American Mathematical Society, acessado em 18 de novembro de 2018.